# Oblężenie Miśni
Oblężenie Miśni – oblężenie grodu Miśni przez wojska polskie dowodzone przez syna Bolesława Chrobrego, Mieszka we wrześniu 1015 roku.

## Historia
W 1015 roku Bolesław Chrobry złamał postanowienia zawartego dwa lata wcześniej układu merseburskiego, w którym zobowiązał się m.in. do przysłania posiłków zbrojnych na wyprawę włoską cesarza Henryka II. Władca niemiecki podjął wówczas wielką wyprawę zbrojną na Polskę, która jednak wobec braku koordynacji w działaniu poszczególnych oddziałów zakończyła się klęską. Po odparciu najazdu niemieckiego i ucieczce cesarza do Merseburga Bolesław Chrobry postanowił przenieść walki na teren wroga i polecił synowi Mieszkowi II zająć gród Miśnię. Próba zajęcia grodu ostatecznie zakończyła się fiaskiem na skutek przyboru wody na rzece Łabie. O szczegółach zaszłych tam wypadków wiemy dzięki obszernej relacji kronikarza niemieckiego Thietmara:

Tymczasem cesarz dotarł ze swoim wojskiem do Strzały, a ponieważ wiedział, że Mieszko następuje mu na pięty z siłą zbrojną, nakazał margrabiemu Hermanowi przybyć szybko do obrony miśnieńskiego grodu, sam zaś udał się prosto do Merseburga. Mieszko atoli, pouczony przez swojego niegodziwego ojca, skoro tylko zauważył, że nasi [tj. niemcy] odeszli rozdzieleni na części, nie pozostawiwszy żadnej osłony, przeprawił się 13 września o świcie przez Łabę pod wspomnianym grodem z siedmiu legiami i nakazał jednym z nich pustoszyć okolicę, drugim zaś przystąpić do zdobywania grodu. Kiedy to zobaczyli wietnicy, zwątpili o możność ocalenia i zostawiając prawie całą chudobę, schronili się do warowni leżącej w górnej części grodu ... Margrabia Herman widząc jak jego nader szczupła garstka obrońców słabnie, zwątpił w ocalenie, rzucił się na ziemię i błagał o zmiłowanie Chrystusa ... następnie zaś przywołał na pomoc niewiasty. Te stanęły na szańcach i rzucając stąd kamienie wsparły mężczyzn. Ogień, który podłożono, ugasiły z braku wody miodem i, Bogu dzięki, poskromili wściekłość i zuchwałość wroga. Mieszko obserwował te zmagania z pobliskiej wysokiej góry, oczekując przybycia dalszych oddziałów. Ci pustosząc i paląc, gdzie tylko był ogień, wszystko wokoło aż do rzeki Gany, powrócili późno na zdrożonych koniach i byliby przenocowali tam ze swoim wodzem, by ruszyć nazajutrz do szturmu, gdyby nie zauważyli przybierającej wody na Łabie ... Polacy, mimo wielkiego zmęczenia, wycofali się w nader pomyślnych warunkach.